# Knightsbridge (Stadtteil)

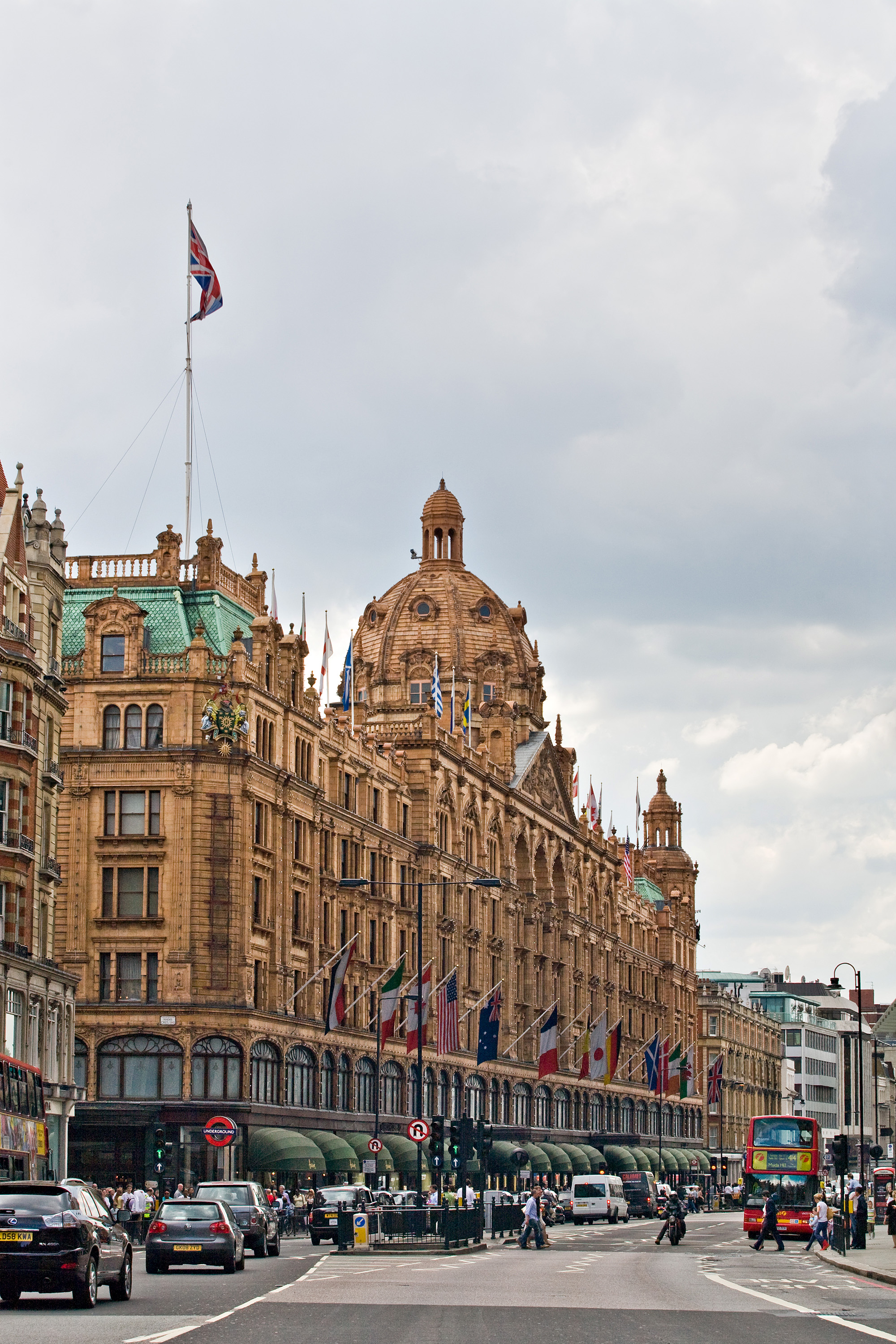
Harrods in Knightsbridge

Knightsbridge ist ein Stadtteil Londons südlich des Hyde Park, der zum Stadtbezirk Kensington and Chelsea gehört. Das Gebiet hat ca. 9000 Einwohner und besteht hauptsächlich aus Einzelhandels- und Wohngebieten. Es ist im London Plan neben dem West End als eines von zwei internationalen Einzelhandelszentren in London ausgewiesen. Knightsbridge liegt östlich der Exhibition Road und westlich der Sloane Street. Brompton Road, Beauchamp Place und der westliche Teil der Pont Street bilden zusammen mit den angrenzenden Gärten und Plätzen wie Ovington Square, Lennox Gardens und Cadogan Square ungefähr die südliche Grenze. Südlich dieses Bereichs geht der Bezirk in Chelsea über, während Belgravia im Osten und South Kensington im Westen liegen. 
In Knightsbridge gibt es viele teure Geschäfte, darunter die Kaufhäuser Harrods und Harvey Nichols sowie Flagship-Stores vieler britischer und internationaler Modehäuser, darunter die der Londoner Schuhdesigner Jimmy Choo und Manolo Blahnik sowie zwei Prada-Stores. Das Viertel verfügt auch über Banken, die sich an wohlhabende Privatpersonen wenden. Einige der renommiertesten Restaurants Londons befinden sich hier, ebenso wie viele exklusive Friseur- und Schönheitssalons, Antiquitätenhändler sowie schicke Bars und Clubs. Das Auktionshaus Bonhams befindet sich in Knightsbridge.
Auch Immobilien in Knightsbridge gelten als extrem teuer. Im Februar 2007 wurde die teuerste Wohnung der Welt in One Hyde Park für 100 Millionen Pfund verkauft, gekauft von einem katarischen Prinzen, und eine weitere Wohnung am selben Ort wurde im Februar 2009 zum fast gleichen Preis ebenfalls von einem katarischen Prinzen gekauft. 2014 wurde ein zweistöckiges Penthouse in One Hyde Park für 140 Millionen Pfund verkauft.